# ЛГБТ права в Европейския съюз
ЛГБТ правата в Европейския съюз са под закрилата на договорите и правото на Европейския съюз.
Хомосексуалността е законна във всички страни на ЕС, а дискриминацията в сферата на заетостта е забранена от 2000 г. Извън тази тясна сфера отделните държави членки имат различно законодателство, предоставящо различна степен на закрила и правна регулация на семействата на еднополови двойки и осиновяването от ЛГБТ хора.

## Закрила по договори
В Чл. 10 и 19 от Договора за функционирането на Европейския съюз са разписани клаузите за борба с дискриминацията на основа на сексуалната ориентация. Тези мерки се предписват от Договора от Амстердам от 1999 г.
Освен това Чл. 21 от Хартата на основните права постановява, че е „[з]абранена [...] всяка форма на дискриминация, основана по-специално на [...] сексуална ориентация“. Споразумението за Хартата е сключено през 2000 г. и влиза в сила през 2009 г.

## Законодателна закрила
След приемането на договора от Амстердам и включването в него на закрилата, посочена по-горе, през 2000 г. е приета директива за създаване на основна рамка за равно третиране в областта на заетостта и професиите.
На практика директивата защитава гражданите на ЕС от отказ от назначаване на работа или от уволнение по причина на сексуалната им ориентация. Тя осигурява и защита от тормоз на основата на сексуалната ориентация на потърпевшия от страна на колега. Директивата не покрива случаи на отказ от медицинско обслужване или лечение, отказ от предоставяне на услуги (напр. двойна стая в хотел за еднополова двойка), закрила от тормоз в училище или отказ от предоставяне на определени социални осигуровки (напр. надбавка към пенсията в случай на починал партньор или финансова помощ в случай на грижа за болен партньор). В същото време обаче закрила в подобни случаи има, когато те са на основата на раса или пол.
Въпреки това, предвид броя на участващите страни, които са я подкрепили, ИЛГА Европа определя директивата като „най-важната законодателна инициатива в историята на правата на лесбийките, гей мъжете и бисексуалните хора“.